# Cosimo Rosselli

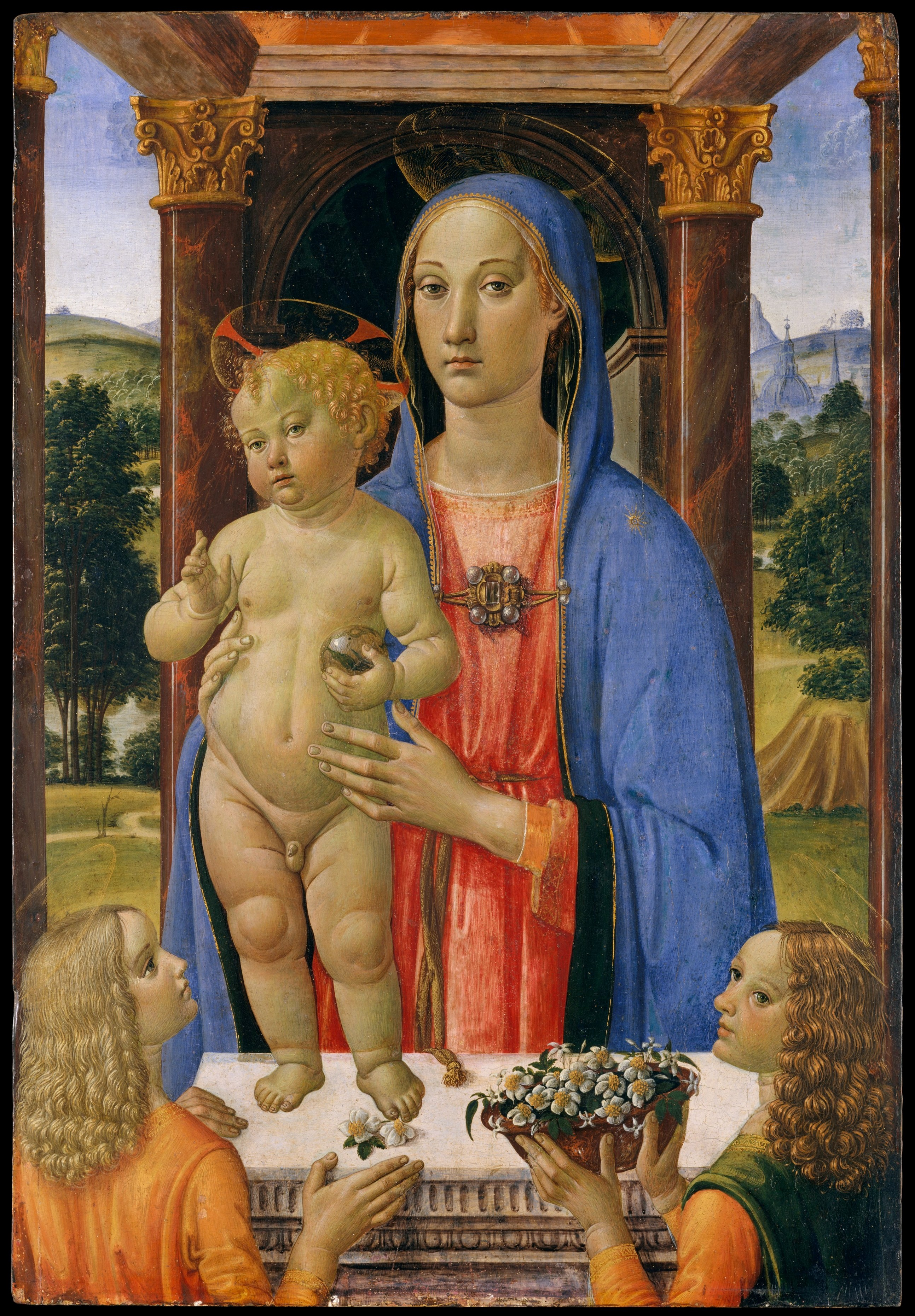
Madonna - Óleo sobre madeira de Cosimo Rosselli (c.1490)

Cosimo Rosselli (1439 - 1507) foi um pintor florentino que se notabilizou, principalmente, como sendo um dos artistas chamados pelo Papa Sisto IV, para ornamentar com afrescos a Capela Sistina. Dois dos frescos que pintou na capela, foram inspirados em cenas do Velho Testamento, entre elas Passagem do Mar Vermelho, Moisés no Monte Sinai e a Adoração do Bezerro de Ouro. Estes decoram a parede lateral esquerda, a partir do altar. Outros dois, na parte direita, também a partir do altar, retratam cenas já do Novo Testamento, como o Sermão da Montanha e A Última Ceia.
Foi também professor e grande amigo do pintor Fra Bartolommeo.